# Halacritus courayei
Halacritus courayei är en skalbaggsart som beskrevs av Yves Gomy 2004. Halacritus courayei ingår i släktet Halacritus och familjen stumpbaggar. Inga underarter finns listade i Catalogue of Life.